# Kościół Świętych Wawrzyńca i Mikołaja w Radoszkach
Kościół Świętych Wawrzyńca i Mikołaja w Radoszkach – rzymskokatolicki kościół parafialny należący do parafii pod tym samym wezwaniem (dekanat Górzno dicezji toruńskiej).
Jest to świątynia wzniesiona w 1717 roku. Kościół był restaurowany w 1964 i 2001 roku. Wnętrza zostały odnowione w 2003 roku.
Budowla jest drewniana, jednonawowa, wybudowana została w konstrukcji zrębowej. Kościół jest nieorientowany, wzniesiony został w stylu barokowym. Jego prezbiterium jest mniejsze w stosunku do nawy, zamknięte trójbocznie, z boku są umieszczone: zakrystia i przybudówka. Od frontu nawy znajduje się kruchta. Świątynię nakrywa dach jednokalenicowy, pokryty gontem, na dachu jest umieszczona wieżyczka na sygnaturkę. Zwieńcza ją cebulasty dach hełmowy z latarnią i chorągiewką z datą „1717”. Wnętrze nakrywają: sklepienie zwierciadlane w prezbiterium oraz strop belkowy z fasetą w nawie. Chór muzyczny posiada wystawkę w części środkowej i jest podparty czterema słupami, znajdują się na nim organy o 8 głosach z początku XX wieku, wykonane przez Adolfa Homana. Belka tęczowa jest ozdobiona krucyfiksem. Podłoga została wykonana z desek drewnianych. Polichromia powstała w latach 1963 – 64 jest dziełem Alojzego Cossa. Ołtarz główny w stylu barokowym pochodzi z 1730 roku. Ołtarze boczne reprezentują style: późnorenesansowy z 1637 roku i manierystyczny z 1 poł. XVII wieku. Ambona i chrzcielnica w stylu rokokowym powstały w 2 połowie XVIII wieku. Kropielnica granitowa pochodzi z czasów średniowiecza.